# Калхант
Калха́нт, Калха́с (грец. Kalchas; род. відм. Kalchantos) — син Нестора, легендарний провісник, учасник походу греків на Трою. Калхант провістив грекам, що в Артеміди можна попросити попутного вітру ціною принесення в жертву Іфігенії; він передбачав, що Троянська війна триватиме 10 років, повернув Хрісеїду її батькові. В усі важливі моменти греки просили його поради. Калхант заподіяв собі смерть, коли зустрів Мопса (сина Аполлона і віщунки Манто), який переміг його в мистецтві пророкування. У південній Італії був храм з оракулом на честь Калханта.Калхант був сином Полімели та Тестора;  онуком провидця Ідмона і братом Левкіппа, Теоної та Теоклімена. Літописець Малалас описав Калханта так: «Невисокого зросту, увесь сивий, навіть борода, волохатий, дуже добрий провидець і тлумачник прикмет».
Взагалі, Калхант має довгу літературну історію. У середньовічній і пізніших версіях міфів Калхант зображується як троянський перебіжчик і батько Хрісеїди, яку частіше називають Крессидою.
Калхант —також один з персонажів п'єси Вільяма Шекспіра «Троїл і Крессида».
Як відомо, Калахант - видатний провидець. Він отримав свої здібності бачити минуле, передбачувати майбутнє , глибоко розуміти теперішнє від бога Аполлона. Калахант мав чимало інших мантичних, тобто магічних навичок.  Його “mantosune” (мистецтво віщування), як це називається в «Іліаді», було спадковим заняттям його родини. До речі, його поява в «Іліаді» не була чимось абсолютно новим. У легендарний час «Іліади» провидці та ворожіння вже були широко відомі та поширені.
Його особливості характеру і поведінки пояснюють найбільш достовірну етимологію його імені: «темний» у значенні «міркувальний», «розсудливий», що базується на схильності до обдумувань та міркувань.
Саме Калхант передбачив, що для того, щоб отримати сприятливий вітер для розгортання грецьких кораблів, зібраних в Авліді, на шляху до Трої, Агамемнону потрібно буде принести в жертву  Іфігенію, щоб задобрити Артеміду, яку Агамемнон образив.  Цей епізод був докладно описаний у втраченій Кіпрії Епічного циклу.  Калхант також заявляв, що Троя буде пограбована на десятий рік війни.
```
У «Аяксі» Софокла Калхант доносить пророцтво Тевкру, яке передбачає, що головний герой помре, якщо вийде зі свого намету до настання дня.
```

Є кілька різних версій смерті Калханта. Всі вони пов’язані з його занняттям. За однією з них Калхант помер від сорому в Колофоні в Малій Азії невдовзі після Троянської війни : пророк Мопс переміг його в змаганні з віщування.
Також вважають, що Калхант помер від сміху, вважаючи,що інший провидець неправильно передбачив його смерть.  Цей провидець передрік, що Калханту ніколи не варто пити вина, виробленого з виноградних лоз, які він сам посадив. Калхант приготував вино, і, тримаючи чашу, він помер від сміху, бажаючи повідомити їм, що вино випили вони самі ще минулої ночі.